# Волкова, Наталья Марковна
Наталья Марковна Волкова (укр. Волкова Наталія Марківна; род. 11 октября 1976, Донецк, Украинская ССР, СССР) — деятель культуры Украины и самопровозглашённой Донецкой Народной Республики, Заслуженный деятель искусств Украины (2013), режиссёр, экономист, политик. Депутат Народного Совета Донецкой Народной Республики II созыва с 2018 года. Из-за вторжения России на Украину, внесена в санкционные списки стран Евросоюза и ряда других стран.

## Биография
Отец — Бровун Марк Матвеевич (1946—2012), генеральный директор-художественный руководитель Донецкого национального академического украинского музыкально-драматического театра, народный артист Украины. Мать — Бровун Татьяна Алексеевна, экономист.
Окончила общеобразовательную среднюю школу № 1 г. Донецка. Во время учёбы отдавала предпочтение гуманитарным наукам и математике. В детском и юношеском возрасте участвовала в спектаклях Донецкой муздрамы в качестве актрисы.
В 1994 году поступила на экономический факультет Донецкого государственного университета, отделение «Маркетинг», который окончила в 1999 году, получив специальность экономиста. Обучение совмещала с трудовой деятельностью: с июля 1994 по июнь 2003 года занимала руководящие должности на ряде предприятий.
С ноября 2003 года была зачислена в штат Донецкого национального академического украинского музыкально-драматического театра, сначала на должность главного администратора, а с января 2004 года переведена на должность заместителя директора по связям с общественностью. Параллельно с 2004 по 2009 год обучалась на факультете «Режиссура шоу-программ» Луганского государственного института культуры и искусств. С декабря 2012 года по настоящее время занимает должность генерального директора-художественного руководителя Государственного предприятия «Донецкий академический украинский музыкально-драматический театр».
Была ассистентом режиссёра и режиссёром ряда спектаклей, многочисленных концертных и праздничных программ театра, акций к премьерам спектаклей, а также праздничного концерта ко Дню Победы. Является автором идеи и руководителем проекта «Донецкая муздрама».
В 2013 году Волковой Н. М. присвоено почётное звание «Заслуженный деятель искусств Украины». Вручена Грамота Кабинета Министров Украины, Орден Княгини Ольги Ⅲ степени и Премия Национального союза театральных деятелей Украины имени М. Кропивницкого.
Награждена Почётной грамотой Главы Донецкой Народной Республики Захарченко А. В., Почётной грамотой Народного Совета Донецкой Народной Республики и орденом «За заслуги перед Республикой».
С декабря 2014 года является Председателем Общественной организации «Союз театральных деятелей Донецкой Народной Республики», которая служит идеям развития театрального искусства, оказания помощи и поддержки деятелям этой сферы. Является автором идеи и руководителем долгосрочного проекта «Театральный журнал „Антракт“».
С октября 2017 по декабрь 2018 года Наталья Волкова — руководитель Центрального исполкома ОД «Донецкая Республика».
В ноябре 2018 года избрана депутатом Народного Совета Донецкой Народной Республики, возглавив Комитет НС по образованию, науке и культуре.
Замужем, воспитывает троих детей.
В 2024 году вошла в Совет при президенте Российской Федерации по культуре и искусству.

## Санкции
После вторжения России на Украину, 8 апреля 2022 года, за «действия и политику, которые подрывают территориальную целостность, суверенитет и независимость Украины, и еще больше дестабилизируют Украину» внесена в санкционный список стран Евросоюза
26 апреля 2022 года включена в санкционный список Канады «за соучастие в продолжающихся нарушениях суверенитета и территориальной целостности Украины со стороны российского режима».
Позднее, по аналогичным основаниям, попала под санкции Швейцарии, Великобритании, Украины и Японии.